# Hipparchia aristaeus
Hipparchia aristaeus (Bonelli, 1826) è un lepidottero diurno appartenente alla famiglia Nymphalidae, diffuso in Europa meridionale e Asia minore.

## Distribuzione e habitat
Isole del Mar Mediterraneo come Corsica: (Evisa, Col du Lavezo, Vizzavona, Corte e Ajaccio) Sardegna, Isola di Capraia (Tremiti), Isola d'Elba, Isola del Giglio e Ponza, oltre alla penisola balcanica. Secondo alcuni Autori, la specie Hipparchia algirica sarebbe da considerarsi una sottospecie di H. aristaeus, che pertanto vedrebbe estendere il proprio areale anche al Nordafrica.
L'habitat è rappresentato da luoghi asciutti, rocciosi con macchia rada.